# Renault Rambler
Pour les articles homonymes, voir Rambler (homonymie).
La Renault Rambler est une automobile conçue par American Motors Corporation qui a été assemblée sous licence en CKD dans l'usine Renault de Haren (Vilvorde), en Belgique, entre 1962 et 1967. Elle est basée sur le modèle AMC Rambler Classic.

## Histoire
Pour remplacer la Renault Frégate née en 1951, berline qui devait représenter le haut de gamme de la Régie Renault mais qui, après de nombreux déboires dus à une étude bâclée, a été abandonnée en avril 1960, le constructeur d'Etat met à l'étude le projet 114 et lance un prototype en 1958. Renault l’abandonne très vite car les coûts de développement sont jugés beaucoup trop élevés par rapport aux ventes prévues et les moyens financiers de la Régie Renault sont très limités.
À la fin des années 1950, le Régie Renault tente une offensive outre atlantique, aux États-Unis, avec l'exportation immédiate de plus de 34 000 Dauphine et 4CV. Ce qui a été considéré, en France, comme un succès commercial avec un début prometteur en 1958 et 1959, va se transformer rapidement en un cuisant échec. En 1960, les ventes s'effondrent et environ 45 000 voitures en stock doivent être bradées sur place puis rapatriées en France. Les deux modèles, pas adaptés aux routes américaines, ne parviennent pas à séduire les automobilistes américains friands des grosses cylindrées. Cet échec va entraîner le premier plan de licenciement de 3 030 salariés de la RNUR - Régie Nationale des Usines Renault. Des grèves importantes ont lieu dans les usines. Près de 1 000 emplois saisonniers ne sont pas renouvelés.
Renault persiste aux États-Unis. La Régie lance la Caravelle et noue un partenariat avec AMC, le quatrième grand de la production automobile américaine. L’objectif était d’obtenir une voiture destinée à permettre à Renault d'être encore présent dans le créneau des berlines familiales, dominé par la Citroën DS. Il fallait trouver une automobile américaine pour la commercialiser en Europe, sans avoir à la concevoir, puisque, en 1962, le haut de gamme du constructeur national s'arrêtait à la R8 équipée d'un moteur de 956 cm3 !
Le dévolu se jette sur le plus « européanisable » modèle de la gamme du groupe AMC : la Rambler Classic 6. Une voiture aux dimensions "compactes" aux États-Unis : 4,95 m de long et 1,90 de large, équipée d'un moteur 6 cylindres en ligne de 3 258 cm³ développant 128 ch SAE qui pouvait propulser la voiture de 1 350 kg à près de 150 km/h. La boîte est manuelle à trois vitesses avec la 1re non synchronisée. La Renault Rambler est dévoilée officiellement le 11 Avril 1961 pour une commercialisation en 1962. Si sa finition impressionne, par rapport aux modèles de la Régie Renault, la conduite de la voiture beaucoup moins. Sur les routes françaises étroites, sinueuses et mal revêtues de l'époque, l'automobiliste à bord de la Rambler peine à garder son cap avec une direction imprécise, une tenue de route aléatoire et une adhérence précaire malgré une suspension très souple. Seul le freinage est bon, puissant et endurant. Le moteur s'avère sans aucun brio mais très gourmand en carburant avec pas moins de 14 litres aux 100 km. La puissance fiscale est de 18 cv en France, ce qui lui donne droit à la supervignette.
Pour éviter les droits de douane français très élevés, AMC exportait la Rambler en CKD depuis les États-Unis qui fut assemblée par Renault, sous licence, dans l'usine belge de Vilvorde pour être ensuite commercialisée par le réseau Renault uniquement en France, Autriche et Algérie et au Benelux (Belgique, Pays-Bas et Luxembourg).
La Renault Rambler est présentée officiellement le 11 avril 1962 dans le plus total anonymat. Le carnet de commande ne se remplit pas, un peu à cause de la voiture et son gabarit, mais surtout à cause de son prix : 18 000 francs alors que la DS est vendue 12 500 francs.
Conformément à la coutume américaine, la Rambler va évoluer plus ou moins profondément chaque année. En 1963, la puissance du moteur est portée à 140 ch SAE et une boîte automatique est proposée en option. Quelques retouches font évoluer la carrosserie vers une ligne plus conventionnelle et plus européenne. En 1964, les retouches sont mineures, tandis qu'en 1965, l'évolution est notable avec des lignes plus carrées, selon la mode des lignes tendues à l'italienne, de l'époque. En 1966, les changements sont très limités mais Renault demande à la carrosserie Chapron de réaliser une version à toit surélevé baptisée "Ambassador" pour remplacer la DS présidentielle., sans succès. C'est en 1967 que la Rambler connaîtra une refonte totale avec une carrosserie qui dépasse les 5 mètres pour la berline équipée d'un moteur de 155 ch SAE et 22 cv fiscaux ce qui la rend vraiment invendable sur le marché français.
L'assemblage de la Renault Rambler prend fin en début d'année 1967. Elle aura recueilli à peine 4 000 clients en France dont 856 en 1966 et 40 en 1967 sur les 6 342 exemplaires produits au total, un véritable désastre.
Les modèles Rambler Classic et Ambassador ont été produits à partir de 1961 dans l'usine Santa-Isabel de Córdoba, en Argentine, par la filiale locale d'AMC, IKA - Industrias Kaiser Argentina, rachetée (70%) par Renault en 1967 et renommée IKA Renault. Ces modèles ont été fabriqués jusqu'en 1972.

### Production
La Renault Rambler a été assemblée, sous licence d'American Motors Corporation, en CKD dans l'usine Renault de Haren / Vilvorde, en Belgique, entre 1962 et 1967 :
- 1962 : 770
- 1963 : 1 344
- 1964 : 1 427
- 1965 : 1 634
- 1966 : 856
- 1967 : 311

Soit un total de 6 342 exemplaires en 6 ans.

## L'AMC Rambler

### 1regénération Rambler Six (1956–1960)
Lancée le 15 décembre 1955, la Rambler Six a marqué le début d'une « nouvelle ère dans l'automobile » selon George W. Romney, président d'AMC. En 1956, la Rambler était commercialisée par les réseaux de concessionnaires Nash et Hudson à la suite de la fusion des deux sociétés en 1954 pour former AMC.
La nouvelle gamme Rambler a créé un nouveau segment de marché, la « voiture compacte ». Un modèle propulsé par un moteur V8, la Rambler V8, a été lancé pour l'année modèle 1957.

### 2egénération Rambler Classic (1961–1966)
La Rambler Classic a remplacé les Rambler Six et Rambler V8. Elle a été présentée le 12 octobre 1960.
La Rambler Classic a connu 3 séries : 1961/62 – 1963/64 & 1965/66.

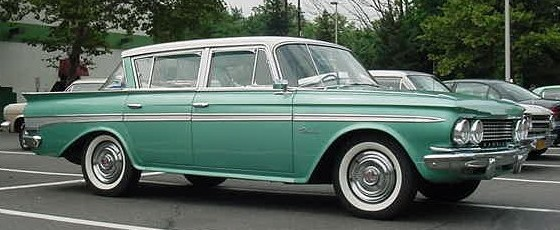
Rambler Classic 1961.
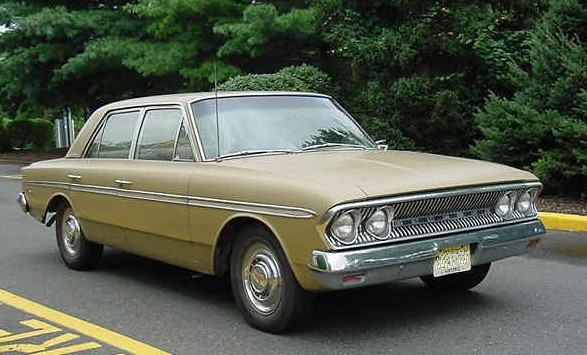
Rambler-Renault Classic 1963.

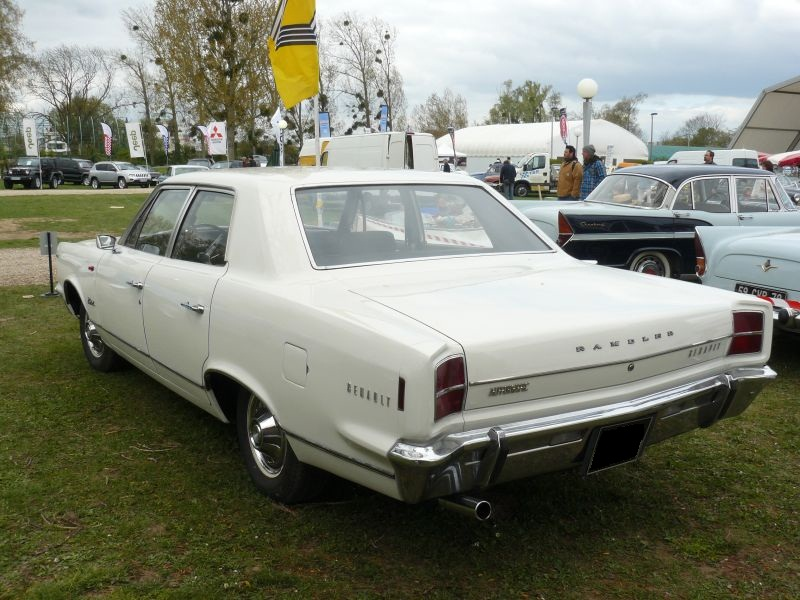
Vue 3/4 AR d'une Renault Rambler 1967.
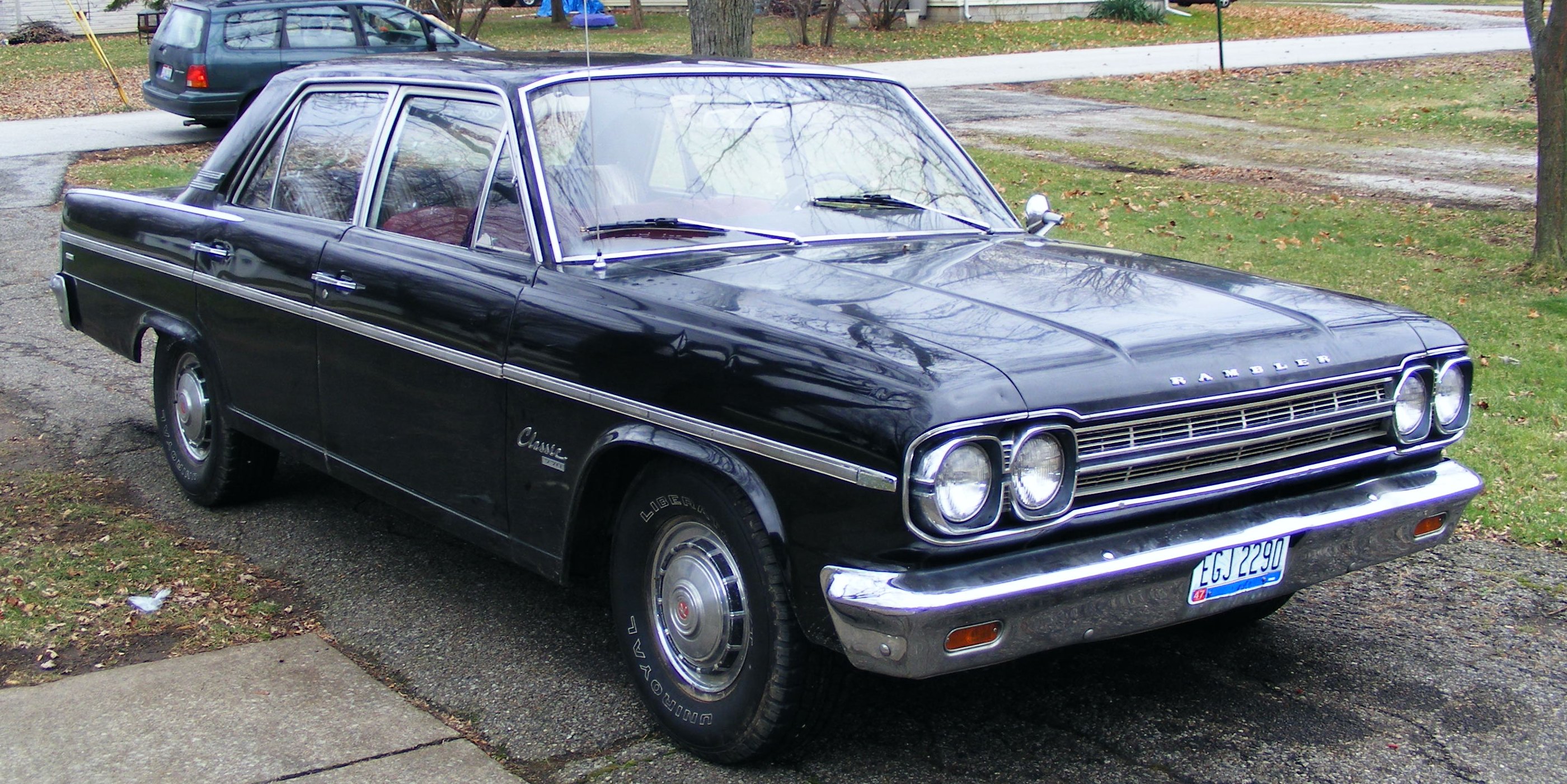
Rambler-Renault Classic 1966.
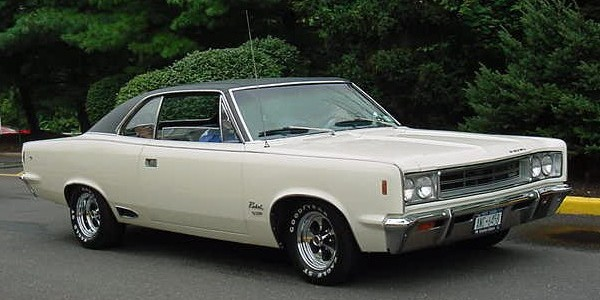
Rambler Rebel SST Hardtop-Coupé.1968